# Inge Schrama
 (décembre 2018).
Si vous disposez d'ouvrages ou d'articles de référence ou si vous connaissez des sites web de qualité traitant du thème abordé ici, merci de compléter l'article en donnant les références utiles à sa vérifiabilité et en les liant à la section « Notes et références ».
Ingmar Schrama dite Inge Schrama, née le 5 décembre 1985 à Heemstede, est une actrice néerlandaise.

## Filmographie

### Téléfilms
- 2003 : Dunya & Desie (nl) : Deborah
- 2003–2017 : Goede tijden, slechte tijden : Sjors Langeveld
- 2004 : Kees & Co (nl) : Zichzelf